# Asiavorator gracilis
Asiavorator gracilis és una espècie extinta de mamífer carnívor feliforme que visqué a l'Àsia oriental des de l'Eocè superior fins a l'Oligocè inferior, fa entre 27,3 i 37,7 milions d'anys. Se n'han trobat restes fòssils a les formacions d'Ergilin Dzo i Hsanda Gol (Mongòlia). Es tracta de l'única espècie del gènere Asiavorator. És l'animal més antic conegut amb un esquelet com el dels vivèrrids (civetes i genetes). Tenia els ossos de les extremitats llargs i esvelts. Malgrat que passava la major part del temps a terra, devia ser capaç d'enfilar-se als arbres. El nom genèric Asiavorator significa ‘devorador d'Àsia’, mentre que el nom específic gracilis significa ‘gràcil’.